# 22625 Каніпе
22625 Каніпе (22625 Kanipe) — астероїд головного поясу, відкритий 22 травня 1998 року.
Тіссеранів параметр щодо Юпітера — 3,589.